# Ден на славянската писменост и култура в Русия
Денят на славянската писменост и култура в Русия е празник, посветен на деня на паметта на създателите на славянската писменост, светите равноапостолни братя Кирил и Методий. В Русия празникът се чества ежегодно на 24 май. Това е единственият църковно-държавен празник в страната, който държавни и обществени организации провеждат заедно с Руската православна църква.

## История
В Русия първите случаи на почитане на паметта на Кирил и Методий се наблюдават през XI век. Едно от свидетелствата за това е Архангелското евангелие от 1092 г., в което дните на тяхната смърт се споменават общо като дни на „братята Солунски“ – 14 (27) февруари – денят на смъртта на Кирил и 6 (19) април – денят на смъртта на Методий. Тази традиция е съществувала известно време, но по-късно е загубена.

### В дореволюционна Русия
Възраждането на празника става през втората половина на XIX век. През 1862 г. в Москва се провеждат първите чествания на славянската писменост. През същата година във Велики Новгород е открит паметникът на хилядолетието на Русия, върху който, наред с други исторически личности, са увековечени образите на Кирил и Методий, чиято дейност съвпада с формирането на руската държавност.
За първи път официално в Русия празникът е установен през 1863 г., когато Светият синод одобрява, във връзка с хилядолетието на Моравската мисия на Кирил и Методий, ежегодното честване на тяхната памет на 11 май (24 по нов стил).
В дореволюционна Русия денят на паметта на „Солунските братя“ се празнува по различни начини в различно време. Особено широко е отбелязването в годините на хилядолетието от смъртта на Кирил и Методий – през 1869 г. и 1885 г.

### В годините на съветската власт
В съветските години празникът е предаден на забрава. Инициативата за възобновяване на честването на Дните на славянската писменост е на Мурманската писателска организация и най-вече на писателя Виталий Маслов. През 1986 г. за първи път в СССР в Мурманск се провежда тържество, наречено „Празник на писмеността“. От 1987 г. много градове в Съветския съюз поемат инициативата. Така празникът започва да се празнува в цялата страна.
В знак на благодарност за възобновяването на древните традиции през 1990 г. българите подаряват на Мурманск паметник на Кирил и Методий, който е копие на паметника до сградата на Народната библиотека в София .

### В съвременна Русия
На 30 януари 1991 г. с решение на Президиума на Върховния съвет на РСФСР 24 май е обявен за ежегоден официален празник – Ден на славянската писменост и култура.
От 1992 г. до 2009 г. за столица на празника ежегодно се избира определен руски град, в който този ден се отбелязва със специална тържественост.
От 2010 г. годишната столица на празника е Москва.

## Традиции
Денят на славянската писменост и култура в Русия е съпътстван от различни прояви: научни конференции, концерти, фестивали и панаири. В училищата се провеждат уроци по роден език, по време на които децата се запознават с приноса на Кирил и Методий към славянската култура.
В Деня на славянската писменост и култура се връчва Патриаршеската литературна награда на Св. Св. Кирил и Методий, учредена от Светия Синод на Руската православна църква през 2009 г.. Съвременни автори, които имат значителен принос в развитието на руската литература, стават лауреати на наградата.
Друго важно мащабно събитие, организирано ежегодно в чест на празника, са Кирило-Методиевите четения. Тази международна научно-практическа конференция събира руски и чуждестранни хуманитарни специалисти в Москва за обмен на знания в областта на славянската култура и обсъждане на проблемите на съвременния език.
Веднага след Деня на славянската писменост и култура, на 25 май, Русия отбелязва друг важен празник, свързан с езика и образованието – Денят на филолога.
- Шествие в град Твер (24 май 2015 г.)
- Кръстният ход в град Новосибирск (24 май 2009 г.)
- Празник в град Мурманск (24 май 2015 г.)
- Празник в Тверския държавен университет (24 май 2019 г.)